# Indywidualne mistrzostwa Stanów Zjednoczonych na żużlu
Indywidualne Mistrzostwa Stanów Zjednoczonych w sporcie żużlowym to rozgrywany corocznie cykl turniejów wyłaniających mistrza USA.